# Copa da Polônia de Voleibol Masculino de 2022–23
A Copa da Polônia de Voleibol Masculino de 2022–23, oficialmente Tauron Puchar Polski Mężczyzn 2022–23 por questão de patrocínio, foi 66.ª edição desta competição organizada pela Federação Polonesa de Voleibol (PZPS) e pela Liga Polonesa de Voleibol (PLS). O torneio ocorreu de 19 de outubro de 2022 e estendeu-se até o dia 26 de fevereiro de 2023, com um total de 23 equipes participantes.
Pela quarta vez consecutiva, a equipe do ZAKSA Kędzierzyn-Koźle derrotou a equipe do Jastrzębski Węgiel na final da Copa da Polônia e assegurou o décimo troféu na história do clube. O ponteiro polonês Aleksander Śliwka foi eleito o melhor jogador da fase final do torneio.

## Regulamento
Participaram da Copa da Polônia 23 equipes da PlusLiga, I Liga, II Liga e ligas provinciais.
A competição consistiu na fase preliminar, composta por quatro rodadas preliminares, e na fase final, composta por quartas de final, semifinais e final. Equipes da I e II ligas e ligas provinciais participaram das rodadas preliminares. Nas quartas de final, as seis melhores equipes da PlusLiga de 2022–23 entraram na competição após o término do primeiro turno.

## Equipes participantes
| PlusLiga                   | I Liga                    | II Liga                    | Liga provinciais        |
| -------------------------- | ------------------------- | -------------------------- | ----------------------- |
| Aluron CMC Warta Zawiercie | Gwardia Wrocław           | Arka Chełm                 | Huragan Stare Babice    |
| Asseco Resovia Rzeszów     | Norwid Częstochowa        | Anioły Toruń               | Volley Team Bobrowniki  |
| ZAKSA Kędzierzyn-Koźle     | Lechia Tomaszów Mazowieck | KS Rudziniec               | Volley Dąbrowa Górnicza |
| Jastrzębski Węgiel         | Avia Świdnik              | SMS II PZPS Spała          |                         |
| Ślepsk Malow Suwałki       | MKS Będzin                | SPS Konspol Słupca         |                         |
| Trefl Gdańsk               | SMS PZPS Spała            | Trefl II Gdańsk            |                         |
|                            |                           | Sparta Grodzisk Mazowiecki |                         |
| ZAKSA Strzelce Opolskie    |                           |                            |                         |

## Fase preliminar

### 1.ª rodada
| Data   | Hora |                      | Placar |                            | Set 1 | Set 2 | Set 3 | Set 4 | Set 5 | Total | Relatório |
| ------ | ---- | -------------------- | ------ | -------------------------- | ----- | ----- | ----- | ----- | ----- | ----- | --------- |
| 19 out | -    | Huragan Stare Babice | 0–3    | Sparta Grodzisk Mazowiecki | 18–25 | 9–25  | 15–25 |       |       | 42–75 | Resultado |

### 2.ª rodada
| Data   | Hora |                            | Placar |                           | Set 1 | Set 2 | Set 3 | Set 4 | Set 5 | Total   | Relatório |
| ------ | ---- | -------------------------- | ------ | ------------------------- | ----- | ----- | ----- | ----- | ----- | ------- | --------- |
| 16 nov | -    | Sparta Grodzisk Mazowiecki | 0–3    | Avia Świdnik              | 24–26 | 21–25 | 22–25 |       |       | 67–76   | Resultado |
| 16 nov | -    | Trefl II Gdańsk            | 0–3    | Anioły Toruń              | 15–25 | 11–25 | 13–25 |       |       | 39–75   | Resultado |
| 16 nov | -    | SPS Konspol Słupca         | 3–1    | SMS PZPS Spała            | 25–18 | 25–19 | 20–25 | 25–15 |       | 95–77   | Resultado |
| 16 nov | -    | Arka Chełm                 | 3–2    | Gwardia Wrocław           | 23–25 | 25–21 | 22–25 | 26–24 | 15–11 | 111–106 | Resultado |
| 16 nov | -    | SMS II PZPS Spała          | 3–1    | Lechia Tomaszów Mazowieck | 25–18 | 25–23 | 22–25 | 25–19 |       | 97–85   | Resultado |
| 16 nov | -    | Volley Dąbrowa Górnicza    | 0–3    | Norwid Częstochowa        | 19–25 | 14–25 | 20–25 |       |       | 53–75   | Resultado |
| 16 nov | -    | KS Rudziniec               | 2–3    | ZAKSA Strzelce Opolskie   | 27–25 | 25–27 | 17–25 | 25–20 | 10–15 | 104–112 | Resultado |
| 16 nov | -    | Volley Team Bobrowniki     | 0–3    | MKS Będzin                | 15–25 | 13–25 | 16–25 |       |       | 44–75   | Resultado |

### 3.ª rodada
| Data  | Hora |                         | Placar |                    | Set 1 | Set 2 | Set 3 | Set 4 | Set 5 | Total   | Relatório |
| ----- | ---- | ----------------------- | ------ | ------------------ | ----- | ----- | ----- | ----- | ----- | ------- | --------- |
| 7 dez | -    | Anioły Toruń            | 2–3    | Avia Świdnik       | 25–20 | 24–26 | 25–18 | 25–27 | 10–15 | 109–106 | Resultado |
| 7 dez | -    | SPS Konspol Słupca      | 0–3    | Arka Chełm         | 16–25 | 20–25 | 16–25 |       |       | 52–75   | Resultado |
| 7 dez | -    | SMS II PZPS Spała       | 0–3    | Norwid Częstochowa | 18–25 | 16–25 | 20–25 |       |       | 54–75   | Resultado |
| 7 dez | -    | ZAKSA Strzelce Opolskie | 0–3    | MKS Będzin         | 15–25 | 26–28 | 19–25 |       |       | 60–78   | Resultado |

### 4.ª rodada
| Data   | Hora  |                    | Placar |              | Set 1 | Set 2 | Set 3 | Set 4 | Set 5 | Total  | Relatório |
| ------ | ----- | ------------------ | ------ | ------------ | ----- | ----- | ----- | ----- | ----- | ------ | --------- |
| 11 jan | 18:00 | Norwid Częstochowa | 1–3    | MKS Będzin   | 21–25 | 29–31 | 25–21 | 24–26 |       | 99–103 | Resultado |
| 11 jan | 19:00 | Arka Chełm         | 3–0    | Avia Świdnik | 25–19 | 25–18 | 25–20 |       |       | 75–57  | Resultado |

## Fase final
|  | Quartas de final           | Quartas de final       |                            |   | Semifinais | Semifinais |  |  | Final | Final |
|  |                            |                        |                            |   |            |            |  |  |       |       |
|  |                            |                        |                            |   |            |            |  |  |       |       |
|  |                            |                        |                            |   |            |            |  |  |       |       |
|  | MKS Będzin                 | 1                      |                            |   |            |            |  |  |       |       |
|  | MKS Będzin                 | 1                      |                            |   |            |            |  |  |       |       |
|  | Aluron CMC Warta Zawiercie | 3                      |                            |   |            |            |  |  |       |       |
|  | Aluron CMC Warta Zawiercie | 3                      | Aluron CMC Warta Zawiercie | 0 |            |            |  |  |       |       |
|  |                            |                        | Aluron CMC Warta Zawiercie | 0 |            |            |  |  |       |       |
|  |                            | ZAKSA Kędzierzyn-Koźle | 3                          |   |            |            |  |  |       |       |
|  | ZAKSA Kędzierzyn-Koźle     | ZAKSA Kędzierzyn-Koźle | 3                          | 3 |            |            |  |  |       |       |
|  | ZAKSA Kędzierzyn-Koźle     |                        |                            | 3 |            |            |  |  |       |       |
|  | Trefl Gdańsk               | 0                      |                            |   |            |            |  |  |       |       |
|  | Trefl Gdańsk               | 0                      | ZAKSA Kędzierzyn-Koźle     | 3 |            |            |  |  |       |       |
|  |                            |                        | ZAKSA Kędzierzyn-Koźle     | 3 |            |            |  |  |       |       |
|  |                            | Jastrzębski Węgiel     | 0                          |   |            |            |  |  |       |       |
|  | Asseco Resovia Rzeszów     | Jastrzębski Węgiel     | 0                          | 3 |            |            |  |  |       |       |
|  | Asseco Resovia Rzeszów     |                        |                            | 3 |            |            |  |  |       |       |
|  | Ślepsk Malow Suwałki       | 0                      |                            |   |            |            |  |  |       |       |
|  | Ślepsk Malow Suwałki       | 0                      | Asseco Resovia Rzeszów     | 0 |            |            |  |  |       |       |
|  |                            |                        | Asseco Resovia Rzeszów     | 0 |            |            |  |  |       |       |
|  |                            | Jastrzębski Węgiel     | 3                          |   |            |            |  |  |       |       |
|  | Arka Chełm                 | Jastrzębski Węgiel     | 3                          | 0 |            |            |  |  |       |       |
|  | Arka Chełm                 |                        |                            | 0 |            |            |  |  |       |       |
|  | Jastrzębski Węgiel         | 3                      |                            |   |            |            |  |  |       |       |
|  | Jastrzębski Węgiel         | 3                      |                            |   |            |            |  |  |       |       |

- Todas as partidas seguem o horário local.

### Quartas de final
| Data   | Hora  |                        | Placar |                            | Set 1 | Set 2 | Set 3 | Set 4 | Set 5 | Total | Relatório |
| ------ | ----- | ---------------------- | ------ | -------------------------- | ----- | ----- | ----- | ----- | ----- | ----- | --------- |
| 31 jan | 17:30 | Arka Chełm             | 0–3    | Jastrzębski Węgiel         | 22–25 | 24–26 | 23–25 |       |       | 69–76 | Relatório |
| 31 jan | 20:30 | MKS Będzin             | 1–3    | Aluron CMC Warta Zawiercie | 23–25 | 25–22 | 22–25 | 23–25 |       | 93–97 | Relatório |
| 1 fev  | 17:30 | ZAKSA Kędzierzyn-Koźle | 3–0    | Trefl Gdańsk               | 25–21 | 25–22 | 25–17 |       |       | 75–60 | Relatório |
| 1 fev  | 20:30 | Asseco Resovia Rzeszów | 3–0    | Ślepsk Malow Suwałki       | 25–19 | 25–15 | 25–19 |       |       | 75–53 | Relatório |

### Semifinais
| Data   | Hora  |                            | Placar |                        | Set 1 | Set 2 | Set 3 | Set 4 | Set 5 | Total | Relatório |
| ------ | ----- | -------------------------- | ------ | ---------------------- | ----- | ----- | ----- | ----- | ----- | ----- | --------- |
| 25 fev | 14:45 | Aluron CMC Warta Zawiercie | 0–3    | ZAKSA Kędzierzyn-Koźle | 18–25 | 20–25 | 19–25 |       |       | 57–75 | Relatório |
| 25 fev | 18:00 | Asseco Resovia Rzeszów     | 0–3    | Jastrzębski Węgiel     | 25–17 | 25–19 | 25–17 |       |       | 75–53 | Relatório |

### Final
| Data   | Hora  |                    | Placar |                        | Set 1 | Set 2 | Set 3 | Set 4 | Set 5 | Total | Relatório |
| ------ | ----- | ------------------ | ------ | ---------------------- | ----- | ----- | ----- | ----- | ----- | ----- | --------- |
| 26 fev | 14:45 | Jastrzębski Węgiel | 0–3    | ZAKSA Kędzierzyn-Koźle | 24–26 | 27–29 | 23–25 |       |       | 74–80 | Relatório |

## Premiação
| Copa da Polônia de 2022–23                   |
| -------------------------------------------- |
| ZAKSA Kędzierzyn-Koźle Campeão (10.º título) |